# Saint-Marc-sur-Couesnon

Saint-Marc-sur-Couesnon este o comună în departamentul Ille-et-Vilaine, Franța. În 1 ianuarie 2018 avea o populație de 570 de locuitori.